# Liechtensteiner-Cup 1951-1952
La Liechtensteiner-Cup 1951-1952 è stata la settima edizione della coppa nazionale del Liechtenstein conclusa con la vittoria finale del Vaduz, al suo secondo titolo.
Della competizione è noto solo il risultato della finale.

## Finale
| Vaduz | Vaduz | 2 – 0 | FC Triesen |  |